# Aika Ōta
Aika Ōta, ou Ota, Ohta (多田愛佳, Ōta Aika, née le 8 décembre 1994 à Saitama, Japon) est une chanteuse et idole japonaise, ex-membre des groupes de J-pop AKB48, HKT48, et Watarirōka Hashiritai 7. 

## Carrière
Aika Ōta commence sa carrière en intégrant la Team B d'AKB48 à sa formation en décembre 2006. Elle sera ensuite transférée dans la Team A le 23 août 2009.
Dès mars 2008, Aika fera partie des 3 versions du groupe Watarirōka Hashiritai 7.
Le 24 août 2012, lors du concert d'AKB48 au Tokyo Dome, il est annoncé d'Aika sera transférée à HKT48. Dès le 1er novembre 2012 elle y sera promue dans la Team H, puis sera transférée et nommée capitaine de la Team KIV le 11 janvier 2014.
Le 17 janvier 2017, Aika Ōta annonce mettre fin à ses activités d'idole pour poursuivre sa carrière d'actrice. Elle sera ensuite diplômée d'HKT48 le 10 avril 2017.